# Infiltré(e)
Production
Diffusion
Infiltré(e) est une série télévisée française en 6 épisodes réalisée en 2022 par Jean-Philippe Amar d'après un scénario de Frédéric Krivine, et diffusée sur France 2 à partir du 25 septembre 2023.
Cette fiction est une coproduction de Tetra Media Fiction, Monogo, Tangaro et France Télévisions,,, réalisée avec le soutien de la région Grand Est et de la Métropole du Grand Nancy.

## Distribution

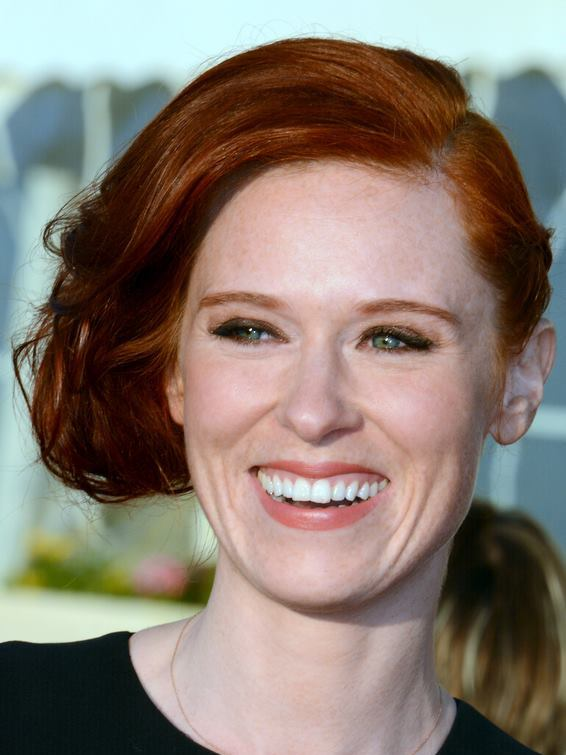
Audrey Fleurot.

- Audrey Fleurot : Aurélie, chimiste dans la police
- Thierry Neuvic : commissaire Max Vernet
- Sumaï Cardenas : Jesus
- Stéphane Soo Mongo : Kerjean
- Bogdan Zamfir : Nikita
- François Loriquet : juge Picard
- Charlie Paulet : Maria
- Mathis Pirone : Cristian
- Mathieu Torloting : Jérémie
- Émilie Incerti Formentini : juge Garnier
- Genc Jakupi : Mehmet
- François Deblock : Bortenstein
- Ulysse Jeremus : Victor
- Sylvain Urban : Martineau
- Agathe Dronne : Juliette

## Production

### Genèse et développement
La série est créée par Frédéric Krivine et Emmanuel Daucé, et écrite par Frédéric Krivine,,,.
Elle est produite par Emmanuel Daucé,.
Le scénariste Frédéric Krivine explique : « Nous avons tous les éléments pour savoir que notre dispositif de lutte contre le trafic et la consommation de stupéfiants est à la fois discutable en termes de santé publique et complètement inefficace. Cependant, pour des raisons mystérieuses, les différents pouvoirs politiques qui se sont succédé depuis vingt ans ne font rien pour modifier sérieusement leur approche – malgré les avis, tribunes, remises en question, y compris au sein de la police nationale ou chez des professionnels de santé de premier plan, qui appellent à un changement complet de vision et de stratégie. C'est à ce paradoxe majeur, lequel irradie toute la société française, puisque le trafic et la consommation augmentent, et que nos forces de police, qui seraient mieux employées à traiter plus rapidement les violences intra-familiales, les violences contre les personnes et les cambriolages, qui nous a conduit, avec Emmanuel Daucé, à écrire et produire Infiltré(e) : nous souhaitons montrer au public une enquête passionnante, dans laquelle une héroïne proche de nous (Audrey Fleurot) est contrainte par un grand flic (Thierry Neuvic) d'infiltrer un réseau pour démanteler un trafic majeur. Petit à petit, le spectateur est conduit à s'interroger sur le bénéfice réel, pour les citoyens, de cette grande opération ».
Frédéric Krivine précise par ailleurs : « Les Américains, les Anglais et même les Israéliens pratiquent l'infiltration et installent durablement des agents. En France, ça ne fonctionne pas du tout comme ça »,. L'histoire d'Aurélie n'est donc pas imaginable dans la réalité, et a été inventée de toutes pièces par le scénariste,.
France Télévisions estime qu'il s'agit d'une « série de service public qui donne sa version des rouages d'un trafic dont il ne suffit jamais de couper une tête »,,.
Pour l'actrice principale Audrey Fleurot « C'est une série pour France Télévisions, il doit donc y avoir une forme de divertissement même avec un sujet compliqué. La gageure, c'est d'arriver à faire une série pas austère avec un sujet qui peut être rébarbatif. C'est une porte d'entrée agréable et accessible tout en parlant d'un sujet d'actualité grave ».

### Attribution des rôles
Le rôle principal est dévolu à Audrey Fleurot. L'actrice, qui est rousse dans HPI et blonde dans Esprit d'hiver, a des cheveux bruns dans Infiltré(e)e : « J'étais contente qu'on me le propose et, d'ailleurs, c'est mon personnage lui-même qui se teint les cheveux dans la fiction. Cela devient un bouclier, une protection pour elle. Elle a besoin de s'oublier et de se créer un personnage. C'est ce que je fais moi-même en tant qu'actrice, c'est une métaphore de mon travail. J'aime bien ne pas me reconnaître ».
Sumaï Cardenas, le jeune acteur de 22 ans qui joue le rôle de Jésus dans la série, raconte son recrutement insolite : « J'ai été choisi en marchant dans la rue ! Je tractais au festival d'Avignon, j'étais en lendemain de soirée, les yeux un peu gonflés et je me suis fait arrêter dans la rue par la cheffe du casting. J'ai passé des essais en urgence à Paris trois jours après. J'étais aussi en chagrin d'amour, c'était un Avignon intense ! Peut être que ça a joué en ma faveur ».

### Tournage
Le tournage de la série a lieu du 5 septembre au 5 décembre 2022 à Nancy et Eulmont dans le département de Meurthe-et-Moselle ainsi qu'à Marseille, Martigues, Marignane et Istres dans le département des Bouches-du-Rhône ,,,,.
Des scènes sont, entre autres, tournées à la brasserie des Templiers, face au Centre Bourse à Marseille et sur la place Carnot à Nancy.
Audrey Fleurot a été impressionnée par la décontraction du jeune acteur Sumaï Cardenas durant le tournage : « Le truc est arrivé dans sa vie, c'est cadeau, c'est cool, on y va, c'est simple, on ne se pose pas de question ! Il était là, pas stressé ».

### Fiche technique
Sauf indication contraire, les informations mentionnées dans cette section peuvent être confirmées par les bases de données cinématographiques  présentes dans la section « Liens externes ».
- Titre français : Infiltré(e)
- Genre : Drame, Policier
- Production : Emmanuel Daucé[1],[6]
- Sociétés de production : Tetra Media Fiction, Monogo, Tangaro et France Télévisions[1],[3],[19],[4]
- Réalisation : Jean-Philippe Amar[1],[2],[6],[3],[19],[4]
- Scénario : Frédéric Krivine[1],[2],[6],[3]
- Musique : Éric Neveux
- Décors : Ann Chakraverty
- Costumes : Catherine Rigault
- Photographie : Stéphane Aupetit
- Son : Bernard Borel
- Montage : Raphaël Péaud, Olivier Laurent
- Maquillage : Julia Floch Carbonel
- Pays de production :  France
- Langue originale : français
- Format : couleur
- Nombre de saisons : 1
- Nombre d'épisodes[2],[6],[19] : 6
- Durée : 52 minutes[2],[19]
- Date de première diffusion : 25 septembre 2023 sur France 2[7],[19],[20]

## Accueil

### Audiences et diffusion

#### En France
En France, la série est diffusée les lundis vers 21 h 10 sur France 2 par salve de deux épisodes du 25 septembre au 9 octobre 2023,,.
| Épisode              | Diffusion               | Diffusion            | Audience moyenne          | Audience moyenne                       | Audience moyenne         | Audience moyenne | Réf.   |
| Épisode              | Jour                    | Horaire              | Nombre de téléspectateurs | Part de marché (sur les 4 ans et plus) | Part de marché (FRDA-50) | Classement       | Réf.   |
| -------------------- | ----------------------- | -------------------- | ------------------------- | -------------------------------------- | ------------------------ | ---------------- | ------ |
| 1                    | Lundi 25 septembre 2023 | 21 h 10 - 22 h 05    | 3 440 000                 | 16,2 %                                 | 8,3 %                    | 2e               | [ 21 ] |
| 2                    | Lundi 25 septembre 2023 | 22 h 05 - 23 h 00    | 2 940 000                 | 15,9 %                                 | 8,3 %                    | 2e               | [ 21 ] |
| 3                    | Lundi 2 octobre 2023    | 21 h 10 - 22 h 05    | 2 490 000                 | 12 %                                   | 5,5 %                    | 3e               | [ 22 ] |
| 4                    | Lundi 2 octobre 2023    | 22 h 05 - 23 h 00    | 2 280 000                 | 12,2 %                                 | 5,5 %                    | 3e               | [ 22 ] |
| 5                    | Lundi 9 octobre 2023    | 21 h 10 - 22 h 05    | 2 610 000                 | 12,4 %                                 | 6,2 %                    | 3e               | [ 23 ] |
| 6                    | Lundi 9 octobre 2023    | 22 h 05 - 23 h 00    | 2 380 000                 | 13,3 %                                 | 6,2 %                    | 3e               | [ 23 ] |
|                      |                         |                      |                           |                                        |                          |                  |        |
| Moyenne de la saison | Moyenne de la saison    | Moyenne de la saison | 2 690 000                 | 13,7 %                                 | 7,4 %                    |                  | [ 24 ] |

### Accueil critique
Pour Alexandre Letren, du site VL-Media, « Sumaï Cardenas est en “Jésus” l'une des révélations de la série et, associé à sa “Marie”, il pourrait former un duo explosif sur Marseille ».
Télérama déplore le sentiment de « ratage » qui se dégage de cette « série B aux artifices assumés », causé par « la lourdeur des signaux de féminisme et d'inclusivité plaqués sur l'histoire », l'emphase de certaines scènes, le surjeu d'Audrey Fleurot et une accumulation « d'invraisemblances matérielles et psychologiques ».
Pour le quotidien régional Sud Ouest, la série « passe à côté de son sujet » et provoque « une grande déception ».
Le Figaro, de son côté, salue une intrigue « plutôt bien charpentée », la joliesse de la photographie et la qualité du jeu des deux jeunes interprètes, mais se montre beaucoup moins enthousiaste quant à la prestation de Thierry Neuvic et la caractérisation des personnages de voyous, jugés caricaturaux.
Le Point décrit un projet « alléchant, mais un brin décevant ». Si le magazine salue la performance des comédiens, et singulièrement celles de Sumaï Cardenas et de Charlie Paulet, il déplore une mise en place qui « s'étire trop longuement pour poser les enjeux et […] une mise en scène, certes léchée mais parfois ampoulée, qui multiplie les flash-back jusqu'à frôler l'overdose », avant de trouver son rythme de croisière à partir du quatrième épisode.
Le site puremédias évoque « un thriller pas vraiment convaincant » dont « les incohérences et les rebondissements extravagants » font perdre « en intensité et en crédibilité ». Des personnages caricaturaux, comme Picard et Nikita, sont également pointés du doigt.
Pour le magazine Télé-Loisirs, « Le côté allégorique de cette fiction en fait plus une fable qu'une série policière classique ».
Le magazine Télé 7 jours, de son côté, souligne la prestation du « jeune Sumai Cardenas bluffant pour son premier rôle ».